# Лукашевский, Павел
Павел Лукашевский (пол. Paweł Łukaszewski, род. 19 сентября 1968, Ченстохова) — польский композитор, дирижёр, педагог, музыкальный деятель.

## Биография
Родился в семье известного польского композитора и педагога Войцеха Лукашевского (пол. Wojciech Łukaszewski) и преподавательницы теории музыки Марии Лукашевской. Брат композитора и музыковеда Мартина Лукашевского.
В 1981 году поступил в Государственный музыкальный лицей в Ченстохове в класс виолончели Гжегожа Януша.
С 1987 по 1995 год учился в Академии музыки имени Фридерика Шопена в Варшаве по классу виолончели у Анджея Врубеля, по классу композиции у Марьяна Борковского. Композитор окончил Курсы менеджмента культуры при Университете имени Адама Мицкевича в Познани (1993-1994).
С 1994 по 1996 год изучал хоровое дирижирование в Академии музыки имени Феликса Нововейского в Быдгоще.
Знания в области композиции совершенствовал на различных мастер-курсах, таких как: Курс компьютерной музыки в Варшаве (1992), Летние курсы для молодых композиторов  в Казимеже Дольном (1992, 1993), Курсы современной музыки в Кракове под руководством Богуслава Шеффера (1993).
В 2000 году получил степень кандидата искусствоведения, а в 2007 году – степень доктора искусствоведения.
С 1996 года композитор преподает на Кафедре композиции Музыкального университета им. Ф. Шопена в Варшаве.
В качестве приглашенного профессора преподавал в университетах Чили (Епископальный католический университет Вальпараисо, Чилийский университет, Епископальный католический университет Чили, 2003), прочитал ряд лекций в Консерватории имени Мануэля Кастильо в Севильи (2010), Норвежском университете естественных и технических наук в Тронхейме (2011), Университете Южной Калифорнии в Лос-Анджелесе (2011).
В 2011-2012 годах Павел Лукашевский -  композитор-резидент Национальной филармонии Польши.
Произведения П. Лукашевского звучат в концертах хоровой духовной музыки, на отечественных и зарубежных фестивалях, в их числе: Международный фестиваль сакральной музыки „Gaude Mater” в Ченстохове, Фестиваль «Музыка в Старом Кракове», Международный фестиваль «Wratislavia Cantans» во Вроцлаве, Международный фестиваль современной музыки «Варшавская осень», Фестиваль Новой Музыки в Эдмонтоне (Канада), Международный фестиваль им. Орландо ди Лассо в Риме (Италия-Ватикан), Международный фестиваль полифонической музыки в Фано (Италия), Фестиваль Новой музыки «Звуковые пути» в Санкт-Петербурге (Россия), Международный фестиваль духовной музыки в Берне (Швейцария), Международный музыкальный фестиваль в Кантонигросе (Испания), Фестиваль музыки и искусств в Престине (Великобритания).
Особое признание творчество П. Лукашевского получило в Великобритании, где его произведения исполняются ведущими хоровыми коллективами страны: «The Kings Singers», «The Holst Singers», «BBC Singers», «Trinity College Choir», «Tenebrae».
Композитор является создателем, художественным руководителем и дирижёром Камерного хора «Musica Sacra» при Варшавско-Пражском кафедральном соборе.
Павел Лукашевский состоит членом Союза польских композиторов, Общества авторов и композиторов ZAiKS, Общества «Musica Sacra» (директор), Объединения «Лаборатория современной музыки», Художественного совета Международного фестиваля сакральной музыки «Gaude Mater», Совета Фонографической академии, присуждающей музыкальную премию «Fryderyk»; является директором Международного фестиваля «Лаборатория современной музыки», идейным вдохновителем и организатором Международного конкурса композиторов «Musica Sacra» в Ченстохове.

## Творчество
Творческое кредо Павла Лукашевского наиболее ярко выражено в вокально-симфонических и хоровых произведениях духовного содержания. Среди них  - «Dominum benedicite in aeternum», «Recordationes de Christo moriendo», «Magnificat and Nunc dimittis», «Miserere», «Missa de Maria a Magdala», «Antiphonae». Музыка композитора неразрывно связана с католической духовной традицией. В качестве поэтической основы сочинений П. Лукашевский использует религиозные тексты на латинском языке.
В 2000 году композитор создает одно из ключевых своих произведений – ораторию «Via Crucis». В основу сочинения положен порядок католического богослужения Крестного пути, совершаемого во время Великого поста.  Премьера оратории состоялась 8 марта 2002 года в Белостоке в исполнении хора «Cantica Cantamus» и Белостокского симфонического оркестра под управлением дирижёра Петра Вайрака. В качестве солистов выступили – Петр Олех (контртенор), Кшиштоф Шмыт (тенор), Войцех Герлях (баритон) и Кшиштоф Кольбергер (в роли чтеца).
Написанная в 2012 году оратория «Resurrectio» является смысловым продолжением «Via Crucis». Последнее стояние Крестного пути заканчивается размышлениями о Воскресении Христа. В новом сочинении отражены события, которые следуют за Воскресением Христа (части «Sepulcrum», «Noli me tangere», «Emmaus», «Thomas i Galilea»). Все произведение, по замыслу композитора, должно быть подобно иконе. Отсюда - название Первой части оратории «Eicon» («Икона»). С целью расширить смысловую перспективу сочинения композитор вводит в музыку цитаты из пасхального гимна «Salve festa dies» и секвенции «Victimae paschali laudes».
В своем творчестве П. Лукашевский обращается к стилевым моделям духовных произведений предшествующих эпох. Примером этому служит многочастная композиция «Luctus Mariae» («Траур Марии») на тексты Ежи Войтчака-Шишковского для сопрано, меццо-сопрано (или контртенора), женского хора, клавесина и струнного оркестра.

 "Идея написания «Luctus Mariae» возникла во время встречи с автором текста, в очередной раз доверившего мне своё сочинение. Вдохновенный поэтический текст, ритмика которого созвучна с великопостной секвенцией «Stabat Mater», послужил для меня импульсом для создания композиции, родственной «Stabat Mater» Дж. Б. Перголези, 300-летие со дня рождения которого отмечалось в 2010 году."

Будучи глубоко верующим человеком и практикующим католиком, П. Лукашевский пишет сочинения, предназначенные для исполнения не только в концертном зале, но и во время католической литургии. К таким произведениям относятся «Messa per voci e fiati» (2005) и «Missa pro Patria» (1997).

## Избранные сочинения

### Вокально-симфонические произведения
- «Recordationes de Christo moriendo» для меццо-сопрано и камерного оркестра (1996)
- «Missa pro Patria» для сопрано, меццо-сопрано, смешанного хора, ударных и оркестра духовых инструментов (1997)
- Симфония № 1 «Symphony of Providence» на тексты из Откровения св. Иоанна Богослова для сопрано, меццо-сопрано, баритона, хора и оркестра (1997-2008). Все части симфонии могут исполняться в качестве отдельных произведений (I часть «Gaudium et spes» (1997), II часть «Exultet» (2003), III часть «Terra nova et caelum novum» (2007), IV часть «Et expecto resurrectionem mortuorum» (2008)
- Оратория «Via Crucis / Droga Krzyżowa trzeciego tysiąclecia» для контртенора, тенора, баритона, чтеца, смешанного хора, органа и оркестра (2000)
- «Elogium - pomordowanym w Katyniu» для баритона, фагота (или виолончели), колоколов и струнного оркестра (2002)
- Симфония № 2 «Festinemus amare homines» для двух сопрано, двух смешанных хоров, двух фортепиано и оркестра (2005)
- «Magnificat and Nunc dimittis» для саксофона, смешанного хора и оркестра (2007)
- «Miserere» для сопрано соло, смешанного хора и оркестра (2009)
- «Luctus Mariae» для сопрано, меццо-сопрано (или контртенора), женского хора, клавесина (или небольшого органа) и струнного оркестра (или струнного квартета)(2010)
- Симфония № 3 «Symphony of Angels» для сопрано соло, хора и оркестра (2010)
- «Missa de Maria a Magdala» (Missa bremgartensis) для сопрано, баритона, хора, органа и оркестра (2010)
- Оратория «Vesperae pro defunctis» per coro gregoriano, due cori misti, organo piccolo, organo grande ed orchestra (1997-2011)
- Оратория «Resurrectio» для меццо-сопрано, тенора, баритона, хора, органа и оркестра (2012)
- «Requiem» для сопрано, баритона, смешанного хора и камерного оркестра (2013-2014)
- Симфония № 4 "Symphony on the Mercy of God" для сопрано, баритона,  смешанного хора, детского хора и симфонического оркестра (2016)
- Симфония № 5 «Symphonie concertante» для фортепиано и оркестра (2013-2014/2016)
- «De caritate» для гобоя, фортепиано, смешанного хора и струнного оркестра (2016)

### Произведения для оркестра
Произведения для симфонического оркестра
- «Arrampicata» (1992)
- «Utopia» (2008-2010)

Произведения для камерного оркестра
- «Divertimento» (2000) (версия II: для струнного оркестра, 2006)

Произведения для струнного оркестра
- «Winterreise» (1993)
- «Sinfonietta per archi» (2004)
- Концерт для струнного оркестра (2006)
- «Genome» (2008)
- «Adagietto» (2009)
- «Advent music» (2012)

Произведения для солирующего инструмента и струнного оркестра
- Концерт для органа и струнного оркестра (1996)
- Концерт для фортепиано и струнного оркестра (1996-2008)
- «Trinity Concerto» для гобоя и струнного оркестра (2007)
- «Trinity Concerto» для саксофона-сопрано и струнного оркестра (2007)
- «Trinity Concerto» для альтового саксофона и струнного оркестра (2010)

### Камерная инструментальная музыка
Произведения для фортепиано
- «Akwarele» (1984-1988)
- «Dwa Preludia» (1989-1992)
- «Souvenir II» (1999, 2007)
- «Stadium» (2002)
- «Nocturne» (2016)

Произведения для двух фортепиано
- «Pearl of Wisdom» (2005)

Произведения для органа
- «Offertorium» (2004)
- «Souvenir I» (1999, 2007)
- «Icon» (2010)
- «Preludium & Postludium» (2015)

Произведения для других инструментов соло
- «Capriccio for P.P.» для скрипки соло (1991)
- «Moai» для флейты соло (2003)
- «Souvenir III»  для маримбы (2006)
- «Souvenir IV» для клавесина (2007)
- «Souvenir V» для челесты (2007)

Произведения для солирующего инструмента и фортепиано
- «Quasi Sonata» для кларнета и фортепиано (1991)
- «Małe concertina» для виолончели и фортепиано (2008-2010)
- «Aria» для виолончели и фортепиано (2012)
- «Trinity concertino» для саксофона (или гобоя) и фортепиано (2016)

Произведения для двух солирующих инструментов (без фортепиано)
- «Idiom» для флейты и органа (2013)
- "Arioso" для флейты и органа (2014)

Произведения для солирующего инструмента и ансамбля
- «Concertino for piano and brass» (версия I: для фортепиано и ансамбля медных духовых инструментов, 2007; версия II: для органа и ансамбля медных духовых инструментов, 2009)

Трио
- Трио для скрипки, виолончели и фортепиано (2008)

Квартеты
- Струнный квартет № 1 (1994)
- Струнный квартет № 2 (2000)
- Струнный квартет № 3 (2004)

Квинтеты
- Фортепианный квинтет (2013)

Произведения для инструментального ансамбля
- «Un cadeau» для челесты, маримбы, клавесина, фортепиано и органа (2007)
- «Lenten music» для шести саксофонов (2011)
- «Placido» для  восьми виолончелей (2015)

### Произведения для хора
Произведения для хора a cappella
- «Ave Maria» для двух смешанных хоров a cappella (1992)
- «Anioł zawołał» - Три колядные песни для смешанного хора a cappella (1992-1998)
- «Ostatni list świętego Maksymiliana do matki» для смешанного хора a cappella (1994)
- «Antiphonae» (версия I: для смешанного хора (1995-1999); версия II: для женского хора). Все семь «О-Антифонов» («O Sapientia», «O Adonai», «O radix Jesse», «O clavis David», «O Oriens», «O Rex gentium» «O Emmanuel») могут исполняться в качестве отдельных произведений
- «Dwa motety wielkopostne» для смешанного хора a cappella (1995)
- «Warszawski wiatr» для смешанного хора a cappella (1996)
- «O Radix Jesse» для женского хора (1997)
- «Jesu Christi prostrationes» для смешанного хора a cappella (1999)
- «Dwa motety na Boże Narodzenie» для женского хора (2000)
- «Beatus Vir, Sanctus Ioannes de Dukla» для смешанного хора a cappella (2001)
- «Hommage a Edith Stein» для смешанного хора a cappella (2002)
- «Trzy kolędy» для смешанного хора a cappella (2002)
- «Ave Maris Stella» для смешанного хора (2003)
- «Trzy modlitwy prawosławne» для женского хора (2003)
- «Veni Creator» для двух смешанных хоров a cappella (2004)
- «Gloria Gentis – Beatus Vir Zygmunt Szczęsny-Feliński» (версия I: для смешанного хора, 2007; версия II: для женского хора, 2007)
- «Stabat Mater» для трех смешанных хоров (2008)
- «Two Funeral Psalms» для смешанного хора a cappella (2008)
- «Pięć żałobnych pieśni kurpiowskich» для смешанного хора a cappella (2009)
- «Salve Regina» для двух смешанных хоров (2009)
- «Cena Domini» для смешанного хора a cappella (2010)
- «Lamentationes» для смешанного хора a cappella (2011)
- «Motette» для смешанного хора a cappella (2011)
- «Deus misereatur nostri» для смешанного хора a cappella (2012)
- «Three orthodox prayers» для смешанного хора a cappella (2012)
- «Daylight declines» для смешанного хора a cappella (2013)
- «Oratio pro adventus» для смешанного хора a cappella (2013)
- «Ego sum pastor bonus» (по случаю канонизации бл. Иоанна Павла II) для смешанного хора a cappella (2014)

Произведения для хора с сопровождением
- «Osiem piosenek dla dzieci» для одноголосного детского хора (или голоса соло) и фортепиано (1993)
- «Dominum benedicite in aeternum» для смешанного хора, оркестра духовых инструментов и ударных (1994)
- «Salvete flores Martyrum» для двух женских хоров, двух фортепиано и ударных (2004)
- «Magnificat» для виолончели и смешанного хора (2005)
- «Messa per voci e fiati» для смешанного хора и октета деревянных духовых инструментов (или для смешанного хора и органа) (2005)
- «Sacerdos et Pontifex» для хора и органа (или двух органов) (2008)
- «Laudate Dominum» для женского хора и органа (2009)
- «Pięć żałobnych pieśni kurpiowskich» для смешанного хора и оркестра (2010)
- «Ave Maria, gratia plena» для женского хора и струнного квартета (2011)
- «Prayer to the Guardian Angel» для смешанного хора, арфы и китайских шариков (2012)
- «Lux aeterna» для хора и инструментального ансамбля (или камерного оркестра) (2013)
- «Missa brevis» для смешанного хора и органа (или трех струнных или духовых инструментов) (2014)
- «Hosanna» для смешанного хора и органа (2015)

### Камерная вокальная музыка
- «Trzy pieśni» для меццо-сопрано и фортепиано (1992)
- «Trzy pieśni» на стихи Марии Павликовской-Ясножевской для меццо-сопрано и фортепиано (1992)
- «Osiem pieśni dla dzieci» (1993)
- «Aragena» на тексты Станислава Лема для сопрано, виолончели и компьютера (1993)
- «Dwie pieśni sakralne» для баритона (или баса) и фортепиано (1996-2005)
- «Dwie pieśni» на стихи Чеслава Милоша для баритона и фортепиано (2000)
- «Haiku» - четыре песни для сопрано и фортепиано (2002)
- «Dwa sonety po śmierci» для баритона и фортепиано (2010)
- «Luctus Mariae» для сопрано и органа (2012)
- «Aria del Signore» для баритона, саксофона-сопрано, скрипки и органа (из оратории «Resurrectio») (2012)
- «Aria di Angelo» для меццо-сопрано, гобоя и органа (из оратории «Resurrectio») (2012)
- «Mijanie» - две песни на сл. Халины Посьвятовской для баритона и фортепиано (2016)

## Награды
- Лауреат Конкурса композиторов в Ломже (Первая премия, 1988)
- Лауреат Конкурса Академии музыки им. Ф. Шопена в Варшаве (Первая премия за «Arrampicata» для симфонического оркестра, 1994)
- Премия Президента Города Ченстоховы за совокупность творческих достижений (1995)
- Лауреат V Конкурса композиторов им. Адама Дидура в Саноке (Вторая премия за «Recordationes de Christo moriendo» для меццо-сопрано и камерного оркестра, 1996)
- Лауреат 27-го Международного конкурса Florilège Vocal de Tours во Франции (Вторая премия за «Dwa motety wielkopostne» для смешанного хора, 1998)
- Кавалер Ордена Возрождения Польши (1998)
- Музыкальная премия «Fryderyk» в категории «Современная музыка» за Струнный квартет № 1 в исполнении Квартета DAFÔ (2000)
- Лауреат XV Международного католического фестиваля фильмов и мультимедиа в Непокалянове (Первая премия за «Antiphonae», Вторая премия за «Missa pro Patria», 2000)
- Лауреат Конкурса композиторов «Pro Arte» во Вроцлаве (Две третьи премии, 2003)
- Премия Святого брата Альберта за выдающиеся достижения в области музыкального искусства (2006)
- Музыкальная премия «Fryderyk» за авторский диск "Sacred music" (в исполнении хора Варшавско-Пражского кафедрального собора "Musica Sacra") (2008)
- Бронзовая медаль «За заслуги в культуре Gloria Artis» (2011)
- Премия Примаса Польши (2011)
- Музыкальная премия «Fryderyk» в категории "Альбом года - хоровая и ораториальная музыка" за диск "Łukaszewski & Bębinow: kolędy i pastorałki" (2012)
- Музыкальная премия «Fryderyk» в категории "Альбом года - современная музыка" за диск "New Polish Music for Choir" (2012)
- Музыкальная премия «Fryderyk» в категории «Композитор года» (секция академической музыки) (2013)
- Премия «Золотой Орфей» Французской  Академии лирических дисков за диск с записью «Missa de Maria a Magdala» (2014)
- Премия имени Ежи Курчевского (2014)
- Музыкальная премия «Fryderyk» в категории "Альбом года - камерная музыка" за диск "Paweł Łukaszewski Musica Sacra 5" (2015)
- Музыкальная премия «Fryderyk» в категории "Альбом года - хоровая, ораториальная и оперная музыка" за диск DVD "Musica Caelestis" (2016)
- Музыкальная премия «Fryderyk» в категории "Альбом года - современная музыка" за диск DVD "Symphony for Providence" (2016)
- Музыкальная премия «Fryderyk» в категории "Альбом года - камерная музыка" за диск "Musica Profana 1" (2017)
- Музыкальная премия «Fryderyk» в категории "Альбом года - современная музыка" за диск "IV Symfonia - Symfonia o Bożym Miłosierdziu" (2017)
- Офицер Ордена Возрождения Польши (2025)[3]